# Cahersiveen
Cahersiveen (irl. Cathair Saidhbhín) – miasto w hrabstwie Kerry w Irlandii położone na półwyspie Iveragh. Liczba mieszkańców w 2011 roku wynosiła 8802.
Miasto jest położone przy drodze krajowej N70, będącej częścią Pierścienia Kerry – trasy turystycznej wokół półwyspu Iveragh. W pobliżu miasta znajduje się wzgórze Bentee oraz rzeka Fertha.
W mieście znajduje się neogotycki kościół pamięci Daniela O’Connella, urodzonego w Cahersiveen. Jest jedynym w Irlandii i jednym z niewielu na świecie kościołów katolickich poświęconych osobie świeckiej. Kamień węgielny pod budowę kościoła położono w 1888 roku. Jest nim marmurowy blok podarowany przez papieża Leona XIII, wydobyty z katakumb w Rzymie.
W latach 1893–1960 w mieście funkcjonowała stacja kolejowa na linii Farranfore – Valentia Harbour. Obecnie budynki stacyjne zostały rozebrane. Po linii kolejowej pozostał żelazny wiadukt o długości 282 m przekraczający zatokę.

## Urodzeni w Cahersiveen
- Daniel O’Connell – polityk i przywódca narodowy
- Hugh O’Flaherty – ksiądz, znany z uratowania wielu tysięcy żołnierzy alianckich i Żydów podczas II wojny światowej
- Maurice O’Neill – członek IRA, rozstrzelany 12 listopada 1942[6]. Jego imieniem nazwany jest most, łączący wyspę Valentia z Portmagee.